# 阿波洛萨
阿波洛萨（義大利語：Apollosa），是意大利贝内文托省的一个市镇。总面积21平方公里，人口2737人，人口密度130.3人/平方公里（2009年）。ISTAT代码为062004。